# HD 134064
HD 134064 – gwiazda w gwiazdozbiorze Wolarza. Jej obserwowana wielkość gwiazdowa wynosi ok. 6m, czyli w bardzo dobrych warunkach obserwacyjnych jest widoczna gołym okiem. William Herschel obserwował ją 24 maja 1791 roku i, podejrzewając ją o posiadanie mgławicy, umieścił w swoim katalogu obiektów mgławicowych.
Gwiazda ta znajduje się w odległości ok. 235 lat świetlnych od Ziemi.
W rzeczywistości jest to układ potrójny. Dwa centralne składniki obiegają się wzajemnie w ciągu 8 lat. Wokół nich, w odległości szacowanej na 7967 au, krąży trzeci towarzysz, którego związek z powyższą parą odkryto dopiero w 2013 roku. Obieg środka masy układu zajmuje mu aż 337 tys. lat.